# Pararge australis
Pararge australis är en fjärilsart som beskrevs av Philipp Christoph Zeller 1847. Pararge australis ingår i släktet Pararge och familjen praktfjärilar. Inga underarter finns listade i Catalogue of Life.